# Суплак (комуна)
Суплак (рум. Suplac) — комуна у повіті Муреш в Румунії. До складу комуни входять такі села (дані про населення за 2002 рік):
- Ідріфая (693 особи)
- Вайдакута (30 осіб)
- Ласлеу-Маре (436 осіб)
- Ласлеу-Мік (406 осіб)
- Суплак (804 особи) — адміністративний центр комуни

Комуна розташована на відстані 250 км на північний захід від Бухареста, 16 км на південь від Тиргу-Муреша, 82 км на південний схід від Клуж-Напоки, 117 км на північний захід від Брашова.

## Населення
За даними перепису населення 2002 року у комуні проживали 2369 осіб.
Національний склад населення комуни:
| Національність | Кількість осіб | Відсоток |
| -------------- | -------------- | -------- |
| угорці         | 1092           | 46,1%    |
| румуни         | 904            | 38,2%    |
| цигани         | 358            | 15,1%    |
| німці          | 15             | 0,6%     |

Рідною мовою назвали:
| Мова      | Кількість осіб | Відсоток |
| --------- | -------------- | -------- |
| угорська  | 1203           | 50,8%    |
| румунська | 1100           | 46,4%    |
| циганська | 55             | 2,3%     |
| німецька  | 11             | 0,5%     |

Склад населення комуни за віросповіданням:
| Релігія                                       | Кількість осіб | Відсоток |
| --------------------------------------------- | -------------- | -------- |
| православні                                   | 1105           | 46,6%    |
| реформати                                     | 1094           | 46,2%    |
| баптисти                                      | 46             | 1,9%     |
| п'ятдесятники                                 | 35             | 1,5%     |
| римо-католики                                 | 25             | 1,1%     |
| унітарії                                      | 22             | 0,9%     |
| адвентисти                                    | 18             | 0,8%     |
| лютерани (Синодально-пресвітеріанська церква) | 13             | 0,5%     |
| греко-католики                                | 4              | 0,2%     |
| не релігійні                                  | 3              | 0,1%     |
| не вказали релігію                            | 1              | < 0,1%   |